# Nomozaki (Nagasaki)
Nomozaki (野母崎町 Nomozaki-chō?) es una ciudad localizada en el Distrito de Nishisonogi, Prefectura de Nagasaki, Japón.
A partir de 2003, la ciudad tenía un estimado de la población de 7,528 habitantes y una Densidad de 359.68 personas por km². La superficie total era 20.93 km².
El 4 de enero de 2005, Nomozaki, junto con las ciudades de Iojima, Koyagi, Sanwa, Sotome y Takashima (todos los del Distrito de Nishisonogi), se fusionaron con la ciudad de Nagasaki quese expandió y ya no existen como municipios independientes de Japón.